# Centaurea triumfetti subsp. lingulata
Centaurea triumfetti subsp. lingulata é uma subespécie de planta com flor pertencente à família Asteraceae. 
A autoridade científica da subespécie é (Lag.) Dost, tendo sido publicada em Bot. J. Linn. Soc. 71: 209. 1976.

## Portugal
Trata-se de uma subespécie presente no território português, nomeadamente em Portugal Continental.
Em termos de naturalidade é endémica da Península Ibérica.

## Protecção
Não se encontra protegida por legislação portuguesa ou da Comunidade Europeia.